# Садлово (Мазовецьке воєводство)
Садлово (пол. Sadłowo) — село в Польщі, у гміні Бежунь Журомінського повіту Мазовецького воєводства.
Населення — 501 особа (2011).
У 1975-1998 роках село належало до Цехановського воєводства.

## Демографія
Демографічна структура станом на 31 березня 2011 року:
|          | Загалом | Допрацездатний вік | Працездатний вік | Постпрацездатний вік |
| -------- | ------- | ------------------ | ---------------- | -------------------- |
| Чоловіки | 250     | 52                 | 162              | 36                   |
| Жінки    | 251     | 57                 | 133              | 61                   |
| Разом    | 501     | 109                | 295              | 97                   |